# اسکندر افرودیسی

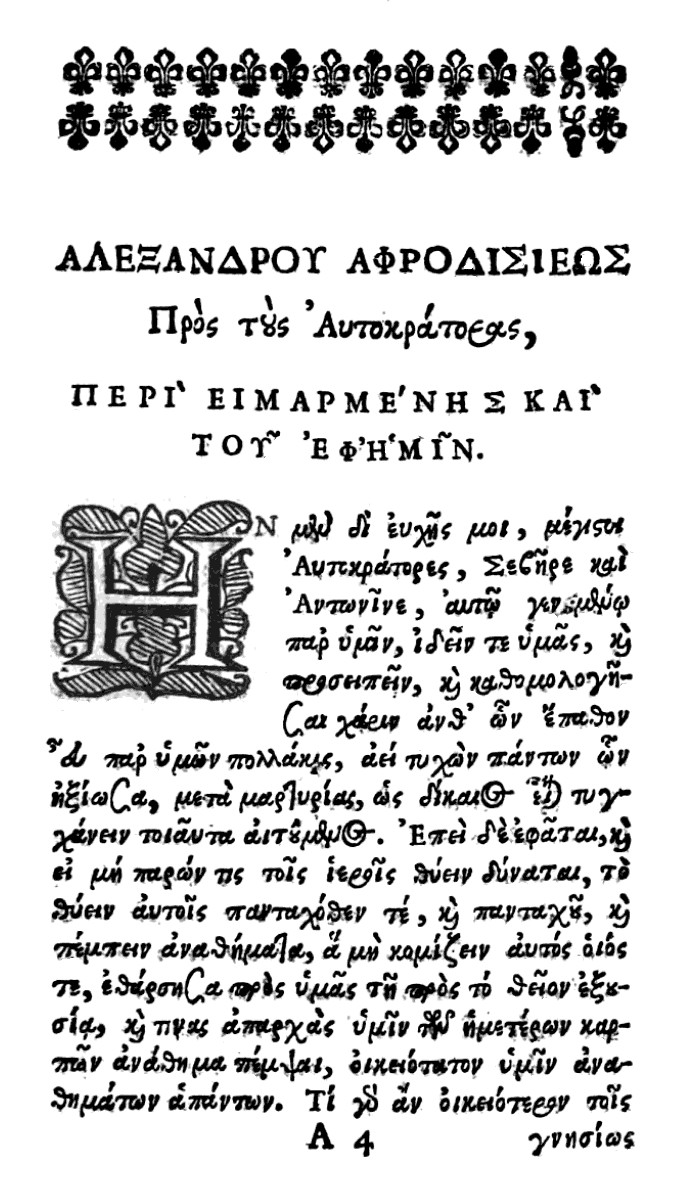
بازبینی مقاله رساله در سرنوشت

اسکندر افرودیسی  (به یونانی:  Ἀλέξανδρος ὁ Ἀφροδισιεύς ) در قرن دوم میلادی در آتن می‌زیست و هم روزگار جالینوس بود. اسکندر کتاب منطق ارسطو و بسیاری از کتب دیگر او را شرح کرد و خود کتاب‌های بسیاری از جمله در نفس و قضا و قدر نوشت. وی در فلسفه ارسطو تعدیلهایی سودمند پدیدآورد؛ به گونه ای که بعدها فلاسفه از او تأثیر پذیرفتند؛ از آن جمله، در نظریه عقل معتقد شد که عقل دو جزء دارد و مفارق از ماده نیست: یکی عقل هیولایی، یعنی عقل مادی و بالقوه، و دیگری عقل بالملکه یعنی عقل بالفعل. عقل بالملکه نمی‌تواند فعلیت یابد مگر تحت تأثیر عقلی سوم موسوم به عقل فعال که جزئی است از عقل الهی، نه از نفس ما که با فنای جسد فانی می‌شود.
او در فلکیات معتقد است اختران ذاتاً نفس، طبع و حرکت دارند و از غیر خویش حرکت نمی‌پذیرند، یعنی حرکتشان ذاتی، طبعی و اختیاری است. هم چنین حرکت آنها قدیم و ازلی است و بنابراین کون و فساد نمی‌پذیریند.

## زندگی
وی‌ از شهر افرُدیسیاس‌ در شمال‌ خاوری‌ ناحیه کاریا در آسیای‌ صغیر بوده‌ است‌ که‌ اکنون‌ ویرانه‌های‌ آن‌ در استان آیدین، در ترکیه ‌ قرار دارد. هرچند تاریخ‌ دقیق‌ زندگی‌ اسکندر شناخته‌ نیست‌، اما می‌دانیم‌ که‌ وی‌ در میان‌ نیمه دوم‌ سده ۲ و آغاز سده ۳م‌ می‌زیسته‌، و هم‌ عصر امپراتوران‌ رُم‌ سِپتیموس‌ سِوِروس‌ (۱۹۳- ۲۱۱م‌) و پسر وی‌ کاراکالا (۲۱۱-۲۱۷م‌) بوده‌ است‌. ایشان‌ در حدود ۱۹۸م‌، یا اندکی‌ پس‌ از آن‌، اسکندر را برای‌ تدریس‌ به‌ آتن ‌ فراخواندند و وی‌ برای‌ سپاسگزاری‌، یکی‌ از نوشته‌های‌ خود با عنوان‌ «درباره سرنوشت‌» را به‌ آنان‌ تقدیم‌ کرد.

## آثار
وی‌ ظاهراً بسیاری‌ از آثار ارسطو - اگر نه‌ همه آنها - را شرح‌ کرده‌ که‌ بیشتر آن‌ها از میان‌ رفته‌، و آنچه‌ از آن‌ها بر جای‌ مانده‌ است‌، اکنون‌ در مجموعه «تفسیرهای‌ یونانی‌ بر آثار ارسطو»، یافت‌ می‌شود. شرح‌ها و نوشته‌های‌ دیگر وی‌ نیز در مجموعه «ضمیمه‌های‌ ارسطویی‌» در ۳ جلد (برلین‌، ۱۸۸۵-۱۹۰۳م‌) منتشر شده‌ است‌.
در جلد دوم‌ این‌ مجموعه‌ «نوشته‌های‌ کوچک‌تر»، «درباره روان‌» و نیز رساله «درباره عقل‌»، به‌ کوشش‌ ایفو برونز (برلین‌، ۱۸۸۷م‌)، و همچنین‌ ملحقات‌ و اضافات‌ آن‌، از جمله‌ «مسائل‌ طبیعی‌۱» و «درباره سرنوشت‌» به‌کوشش‌ همو (برلین‌، ۱۸۹۲م‌) منتشر شده‌ است‌. افزون‌ بر اینها، در حدود ۳۵ نوشته کوچک‌ از اسکندر، در ترجمه‌های‌ عربی‌ به‌ دست‌ آمده‌ که‌ اصل‌ یونانی‌ برخی‌ از آن‌ها از میان‌ رفته‌ است‌. مهم‌ترین‌ آنها پاره‌هایی‌ است‌ که‌ ابن‌ رشد ، در تفسیرهای‌ خود بر آثار ارسطو، به‌ ویژه‌ در تفسیر خود بر متافیزیک‌ (مابعدالطبیعة) ارسطو، نقل‌ می‌کند.

## عقاید

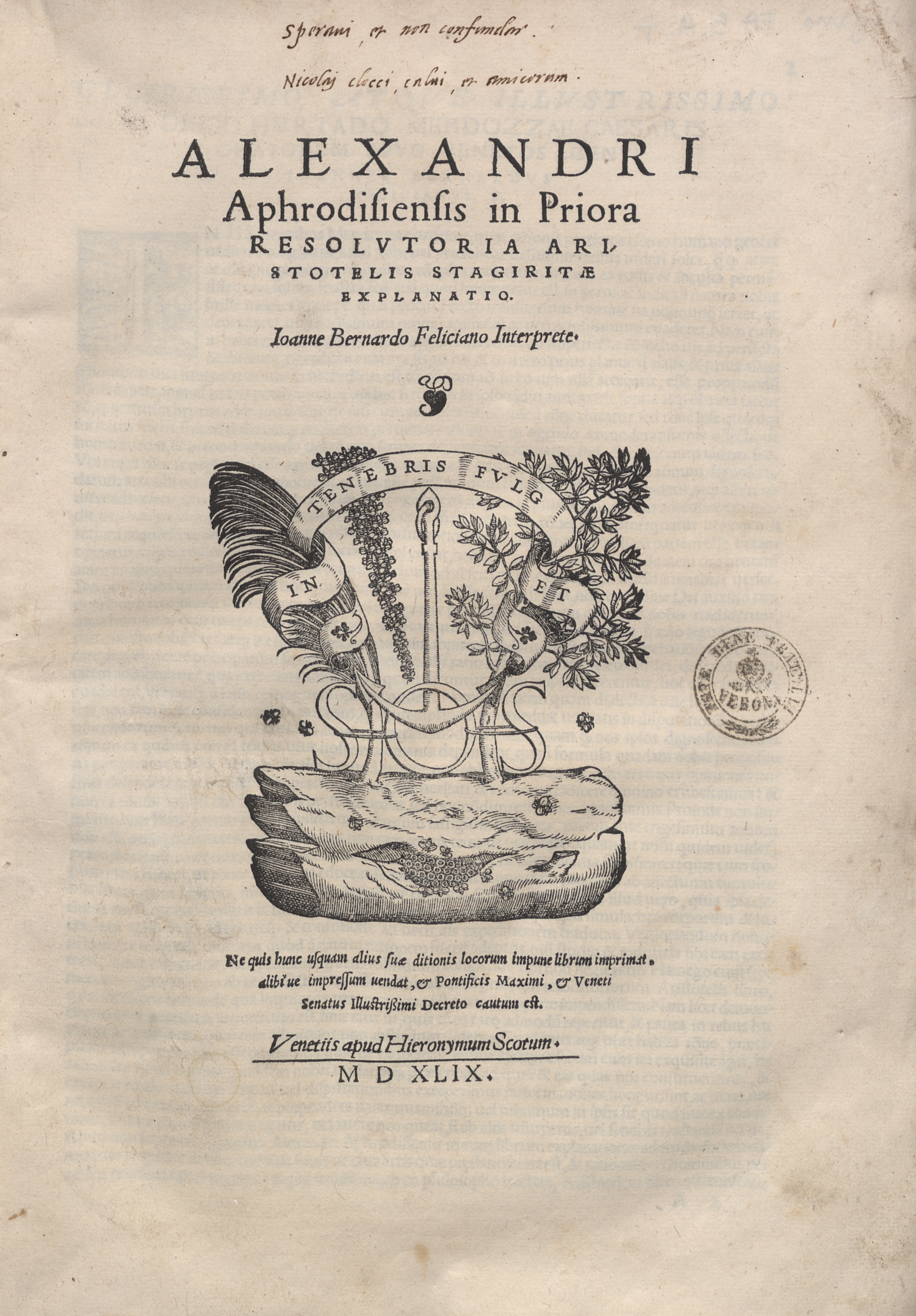
عقاید اسکندر آفرودیزیاس در قطعنامه قبلی تفسیر ارسطو از استاگیریت توسط جان برناردو فلیسیانو مترجم ونیز نوشته شد.

در میان‌ مفسران‌ آثار ارسطو، اسکندر افرودیسی‌، وفادارترین‌ و دقیق‌ترین‌ آنان‌ به‌ اصول‌ و عقاید اوست‌. وی‌ شایسته یک‌ پژوهش‌ و ارزیابی‌ جامع‌، کامل‌ و همه‌ سویه‌ است‌ که‌ تاکنون‌ انجام‌ نگرفته‌ است‌ و باید در آینده‌ انجام‌ گیرد. او در تفاسیر خود، با دقت‌ بی‌مانندی‌، نوشته‌های‌ ارسطو و نظریات‌ وی‌ را دنبال‌ می‌کند و حتی‌ به‌ تناقض‌ها و ناهماهنگی‌های‌ احتمالی‌ میان‌ اندیشه‌های‌ او در یک‌ متن‌ می‌پردازد و می‌کوشد که‌ آنها را کشف‌ و حل‌ کند. در مواردی‌ که‌ متون‌ خالی‌ از ابهام‌ و دشواری‌ است‌، وی‌ تنها به‌ چند ملاحظه‌ درباره آن‌ها بسنده‌ می‌کند، و در جاهایی‌ که‌ در متن‌احتمال‌ برداشت‌ها یا تفسیرهای‌ مختلفی‌می‌رود، به‌همه آن‌ها می‌پردازد و می‌کوشد که‌ راه‌حل‌یا تفسیری‌ را که‌ به‌نظرش‌درست‌تر می‌نماید، با مقایسه آنها با مطالبی‌که‌ ارسطو در آثاردیگرش‌ آورده‌است‌، عرضه‌ کند. گاه‌ نیز وی‌ با یک‌ یا چندنظریه ارسطو، موافق‌ نیست‌ و به‌بحث‌ درباره آن‌ها نمی‌پردازد.
اسکندر در آنچه‌ از تفسیرهایش‌ بر آثار ارسطو برجای‌ مانده‌ است‌، به‌ مسائل‌ منطق ‌، متافیزیک‌ و پدیده‌های‌ جوی‌ (متئورولوژی‌) می‌پردازد و نیز در دو کتاب‌ «درباره روان‌» و «پژوهش‌هایی‌ درباره طبیعیات‌» (فیزیک)، نظریات‌ روان‌شناسی‌ و انسان‌ شناسی‌ ارسطو را موضوع‌ تحلیل‌ و تفسیر قرار می‌دهد؛ در زمینه مسائل‌ اخلاقی‌ نیز در برابر عقاید و اعتراض‌های‌ فیلسوفان‌ رواقی‌، از نظریات‌ ارسطو، و نیز در برابر افلاطونیان‌، از نظریه قدم‌ عالم‌ (دیرینگی‌ جهان‌) دفاع‌ می‌کند. اما در این‌ میان‌، مهم‌ترین‌ نظریات‌ اسکندر را در زمینه روان‌شناسی‌، نظریه شناخت‌، و بیش‌ از همه‌ - چنانکه‌ خواهیم‌ دید - درباره عقل ‌ و اندیشیدن‌ می‌یابیم‌. اسکندر همچنین‌ هوادار و مدافع‌ سرسخت‌ آزادی‌ اراده ‌ ( اختیار ) در انسان ‌ است‌ و در نوشته خود «درباره سرنوشت‌» از نظریه سرنوشت‌گرایی‌ (فاتالیسم‌ِ) رواقیان‌ ژرفکاوانه‌ انتقاد، و آن‌را رد می‌کند.
از سوی‌ دیگر، اسکندر با وجود همه کوششی‌ که‌ در وفاداری‌ به‌ نظریات‌ ارسطو، به‌ کار می‌گیرد، گاه‌ از برخی‌ عقاید وی‌ منحرف‌ می‌شود و نظریه ویژه خود را مطرح‌ می‌کند و در اثبات‌ آن‌ می‌کوشد. مثلاً چنانکه‌ دانسته‌ است‌، ارسطو «تک‌ چیزها» یا اشیاء جزئی‌ را دارای‌ هستی‌ جوهری‌ و واقعی‌ می‌داند، اما از سوی‌ دیگر، «کلیات‌» یا مفاهیم‌ کلی‌ را موضوع‌های‌ حقیقی‌ شناخت‌ می‌شمارد و نیز برپایه نظریه خود درباره « ماده ‌» (هیولی‌) و صورت‌، هیچ‌ صورتی‌ را جدا از ماده‌ نمی‌داند و تنها الوهیت‌ و عقل‌ را از این‌ قاعده‌ مستثنی‌ می‌کند. در اینجاست‌ که‌ اسکندر، بر خلاف‌ نظریه ارسطو - که‌ تک‌ چیزها را دارای‌ واقعیت‌ بیشتر، و کلیات‌ را برخوردار از حقیقت‌ بیشتر می‌داند - تک‌ چیزها را نه‌ تنها برای‌ ما، بلکه‌ در خودشان‌ نیز مقدم‌ بر کلیات‌ می‌شمارد و بر این‌ باور است‌ که‌ اگر تک‌ چیزها، یا به‌ تعبیر وی‌ «جوهرهای‌ برش‌ ناپذیر» وجود نمی‌داشتند، مفاهیم‌ کلی‌ یا کلیات‌ نیز نمی‌توانستند وجود داشته‌ باشند. کلیات‌ مفاهیمی‌ هستند که‌ بسیاری‌ از تک‌ چیزها در آن‌ها مشترکند، و بدین‌ سان‌ مفاهیم‌ کلی‌، تنها در اندیشه‌ یافت‌ می‌شوند و اندیشه‌ آنها را از تک‌ چیزها انتزاع‌ می‌کند، و هنگامی‌ که‌ ما به‌ آنها ‌نیندیشیم‌، وجود نخواهند داشت‌. به‌ دیگر سخن‌، اندیشیدن‌ ماست‌ که‌ صورت‌های‌ آمیخته‌ با ماده‌ را از آن‌ جدا می‌کند و به‌ مفاهیم‌ کلی‌ هستی‌ می‌بخشد.
در میان‌ عقاید اسکندر، نظریات‌ او درباره روان ‌ ( نفس ‌) و عقل ‌ اهمیتی‌ ویژه‌ دارد. وی‌ در پیروی‌ از نظریه ارسطویی‌، درباره همبستگی‌ میان‌ ماده‌ و صورت‌، روان‌ یا نفس‌ انسان‌ را نیز صورت‌ِ پیکرِ ارگانیک‌، یعنی‌ تن‌ می‌داند. روان‌ جوهری‌ مستقل‌ از تن‌ نیست‌؛ اعمال‌ روان‌ نیز مستقیماً وابسته‌ به‌ ساختار تن‌ و حرکات‌ آنند. تن‌ و آمیزه‌های‌ آن‌، علت‌ وجود روانند. پس‌، از آن‌جا که‌روان‌، صورت‌ و کمال‌ تن‌ است‌، با تباه‌ شدن‌ تن‌، روان‌ نیز تباه‌ می‌شود؛ روان‌وتن‌ «با هم‌ تباه‌شونده‌» اند. بدین‌سان‌، اسکندرنامیرایی‌روان‌را انکارمی‌کند.
از سوی‌ دیگر، در میان‌ آثار اسکندر، چنانکه‌ اشاره‌ شد، نوشته کوچکی‌ با عنوان‌ «درباره عقل‌» یافت‌ می‌شود که‌ از میان‌ نوشته‌های‌ دیگر او بیشترین‌ و گسترده‌ترین‌ تأثیر را بر فیلسوفان‌ دورانهای‌ بعدی‌ - و از آن‌ میان‌ بر فیلسوفان‌ جهان‌ اسلام‌ و همچنین‌ فیلسوفان‌ اروپایی‌ سده‌های‌ میانه‌ - داشته‌ است‌. این‌ نوشته‌ را مترجم‌ نامدار، اسحاق‌ بن‌ حنین‌ (د ۲۹۸ق‌/۹۱۱م‌) به‌ عربی‌ برگردانده‌، و بعدها آن‌ ترجمه عربی‌ در سده‌های‌ میانه‌، به‌ لاتینی‌ ترجمه‌ شده‌ بود. متن‌ عربی‌ این‌ نوشته‌، برای‌ نخستین‌ بار با عنوان‌ «متن‌ عربی‌ درباره عقل‌ از اسکندر افرودیسی‌» به‌ کوشش‌ ژ. فینگان‌، همراه‌ مقدمه‌ای‌ در «مجموعه‌ مقالات‌ دانشگاه‌ سن‌ ژزف‌»، بیروت ‌، منتشر شده‌ بود. عبدالرحمان‌ بدوی‌، پس‌ از آن‌، همان‌ متن‌ را بر پایه دست‌ نوشته‌های‌ دیگری‌ در شروح‌ علی‌ ارسطو مفقودة فی‌ الیونانیة...  منتشر کرده‌، و متن‌ یونانی‌ آن‌ را نیز در پایان‌ کتاب‌ افزوده‌ است‌. اصل‌ متن‌ یونانی‌ آن‌ در صفحات‌ ۱۰۳-۱۰۶ جلد دوم‌ «ضمیمه‌های‌ ارسطویی‌»، یافت‌ می‌شود.